# Geoffrey Copleston
Geoffrey Copleston (n. 18 martie 1921, Manchester, Regatul Unit al Marii Britanii și Irlandei – d. 1999, Roma, Italia) a fost un actor britanic, activ în principal în Italia.

## Biografie
A apărut într-un număr mare de filme italiene, interpretând adesea roluri de cetățeni străini aflați în Italia. A fost distribuit în principal în roluri secundare: aristocrat străin, consul în vizită, turist aflat în vacanță.
Unul dintre cele mai importante roluri ale lui a fost rolul bancherului sicilian Alfredo Ravanusa în miniserialele Caracatița și Caracatița 2.

## Filmografie

### Filme de cinema
- Guerra e pace, regie: King Vidor (1956)
- James Tont operazione D.U.E., regie: Bruno Corbucci (1965)
- Due marines e un generale, regie: Luigi Scattini (1965)
- 7 donne d'oro contro due 07, regie: Vincenzo Cascino (1966)
- Perry Grant, agente di ferro, regie: Luigi Capuano (1966)
- Superargo contro Diabolikus, regie: Nick Nostro (1966)
- Un fiume di dollari, regie: Carlo Lizzani (1967)
- Riderà (Cuore matto), regie: Bruno Corbucci (1967)
- Matchless, regie: Alberto Lattuada (1967)
- Sette volte sette, regie: Michele Lupo (1968)
- Il profeta, regie: Dino Risi (1968)
- Tenderly, regie: Franco Brusati (1968)
- La battaglia di El Alamein, regie: Giorgio Ferroni (1969)
- Una sull'altra, regie: Lucio Fulci (1969)
- Un detective, regie: Romolo Guerrieri (1969)
- Scipione detto anche l'Africano, regie: Luigi Magni (1972)
- Il portiere di notte, regie: Liliana Cavani (1973)
- Pane e cioccolata, regie: Franco Brusati (1974)
- Giubbe rosse, regie: Joe D'Amato (1975)
- Salon Kitty, regie: Tinto Brass (1975)
- Nina, regie: Vincente Minnelli (1976)
- Il genio, regie: Claude Pinoteau (1976)
- Mimì Bluette... fiore del mio giardino, regie: Carlo Di Palma (1977)
- Napoli si ribella, regie: Michele Massimo Tarantini (1977)
- Emanuelle e gli ultimi cannibali, regie: Joe D'Amato (1977)
- Il grande attacco, regie: Umberto Lenzi (1978)
- Sahara Cross, regie: Tonino Valerii (1978)
- Io tigro, tu tigri, egli tigra, regie: Giorgio Capitani (1978) - episodul 3 -
- Un poliziotto scomodo, regie: Stelvio Massi (1978)
- Aragosta a colazione, regie: Giorgio Capitani (1979)
- Viaggio con Anita, regie: Mario Monicelli (1979)
- Dottor Jekyll e gentile signora, regie: Steno (1979)
- Mani di velluto, regie: Castellano e Pipolo (1979)
- 1980 Omul puma (L'uomo puma), regia Alberto De Martino
- S.H.E. la volpe, il lupo e l'oca selvaggia, regie: Robert Michael Lewis (1980)
- 1980 Avertismentul (L'avvertimento), regia Damiano Damiani
- Razza selvaggia, regie: Pasquale Squitieri (1980)
- Incubo sulla città contaminata, regie: Umberto Lenzi (1980)
- Mia moglie è una strega, regie: Castellano e Pipolo (1980)
- Buona come il pane, regie: Riccardo Sesani (1981)
- Bianco, rosso e Verdone, regie: Carlo Verdone (1981)
- Black Cat (Gatto nero), regie: Lucio Fulci (1981)
- Bollenti spiriti, regie: Giorgio Capitani (1981)
- La poliziotta a New York, regie: Michele Massimo Tarantini (1981)
- Dio li fa poi li accoppia, regie: Steno (1982)
- 1990: i guerrieri del Bronx, regie: Enzo G. Castellari (1982)
- Notturno, regie: Giorgio Bontempi (1983)
- Stangata napoletana, regie: Vittorio Caprioli (1983)
- Il tassinaro, regie: Alberto Sordi (1983)
- Cento giorni a Palermo, regie: Giuseppe Ferrara (1984)
- Vediamoci chiaro, regie: Luciano Salce (1984)
- Assisi Underground, regie: Alexander Ramatti (1985)
- Scemo di guerra, regie: Dino Risi (1985)
- Squadra selvaggia, regie: Umberto Lenzi (1985)
- Asilo di polizia, regie: Filippo Ottoni (1986)
- Il ventre dell'architetto, regie: Peter Greenaway (1987)
- Il siciliano, regie: Michael Cimino (1987)
- Robot Jox, regie: Stuart Gordon (1989)
- Willy Signori e vengo da lontano, regie: Francesco Nuti (1989)
- C'è posto per tutti, regie: Giancarlo Planta (1990)
- Il sole buio, regie: Damiano Damiani (1990)
- The Black Cobra 3, regie: Edoardo Margheriti (1990)
- Frankenstein oltre le frontiere del tempo, regie: Roger Corman (1990)
- Il pozzo e il pendolo, regie: Stuart Gordon (1991)
- L'amante scomoda, regie: Luigi Russo (1992)
- Klon, regie: Lino Del Fra (1993)
- La ragnatela del silenzio - A.I.D.S., regie: Leandro Lucchetti (1994)
- Fatal Frames - Fotogrammi mortali, regie: Al Festa (1996)

### Filme de televiziune
- Sam e Sally, regie: Robert Pouret (1979) (serial TV, sezonul 1, episodul 6)
- Il ritorno di Simon Templar, regie: Leslie Norman (1979) (serial TV, sezonul 1, episodul 22)
- Il treno per Istanbul, regie: Gianfranco Mingozzi (1980)
- Il caso Graziosi, regie: Michele Massa (1981)
- La nouvelle malle des Indes, regie: Christian-Jaque (1981)
- Don Luigi Sturzo, regie: Giovanni Fago (1981)
- Verdi, regie: Renato Castellani (1982)
- Venti di guerra, regie: Dan Curtis (1983)
- All'ombra della grande quercia, regie: Alfredo Giannetti (1984)
- Caracatița (La piovra), regie: Damiano Damiani (1984)
- Caracatița 2 (La piovra 2), regie: Florestano Vancini (1986)
- Big Man, regie: Steno (1988)
- La moglie ingenua e il marito malato, regie: Mario Monicelli (1989)
- In due si ama meglio, regie: Richard Franklin (1989) (serial TV, sezonul 1, episodul 1)
- Classe di ferro, regie: Bruno Corbucci (1989) (serial TV, sezonul 1, episodul 9)
- I promessi sposi, regie: Salvatore Nocita (1989)
- Il gorilla, regie: Denys Granier-Deferre (1990) (serial TV, sezonul 1, episodul 13)
- La primavera di Michelangelo, regie: Jerry London (1991)
- Killer Rules, regie: Robert Ellis Miller (1993)

## Actori italieni care i-au dublat vocea
- Sergio Fiorentini în Dottor Jekyll e gentile signora
- Paolo Lombardi în Nina, Mia moglie è una strega
- Carlo Alighiero în Cento giorni a Palermo
- Arturo Dominici în Black Cat (Gatto nero)
- Luigi Montini în Vediamoci chiaro
- Giampiero Albertini în Assisi Underground
- Max Turilli în Scemo di guerra

## Legături externe
- Geoffrey Copleston la Internet Movie Database
- Geoffrey Copleston, pe AllMovie, All Media Network.